# FIFA-Arabien-Pokal 2021/Gruppe A
| Pl. | Land    | Sp. | S | U | N | Tore    | Diff. | Punkte |
| --- | ------- | --- | - | - | - | ------- | ----- | ------ |
| 1.  | Katar   | 3   | 3 | 0 | 0 | 006:100 | +5    | 09     |
| 2.  | Oman    | 3   | 1 | 1 | 1 | 005:300 | +2    | 04     |
| 3.  | Irak    | 3   | 0 | 2 | 1 | 001:400 | −3    | 02     |
| 4.  | Bahrain | 3   | 0 | 1 | 2 | 000:400 | −4    | 01     |

Die Gruppe A des FIFA-Arabien-Pokals 2021 war eine der vier Gruppen des Turniers. Die ersten beiden Spiele wurde am 30. November 2021 ausgetragen, der letzte Spieltag fand am 6. Dezember 2021 statt. Die Gruppe bestand aus den Nationalmannschaften aus Katar, dem Irak, dem Oman und Bahrain.

## Irak – Oman 1:1 (0:0)
| Irak                                                                       | Irak | Oman | Oman |
| -------------------------------------------------------------------------- | --- | --- | ---- |
| Irak                                                                       | \| 1. Spieltag \| \| 30. November 2021 um 16:00 Uhr (14:00 MEZ) in al-Wakra (al-Janoub Stadium) \| \| Zuschauer: 1.576 \| \| Schiedsrichter: Said Martínez ( Honduras) \| \| Spielbericht \| | \| 1. Spieltag \| \| 30. November 2021 um 16:00 Uhr (14:00 MEZ) in al-Wakra (al-Janoub Stadium) \| \| Zuschauer: 1.576 \| \| Schiedsrichter: Said Martínez ( Honduras) \| \| Spielbericht \| | Oman |
| Irak                                                                       | Fahad Talib – Sherko Gubari, Mustafa Nadhim, Manaf Younis (69. Maitham Jabbar), Hassan Raed – Mohammed Qasim (79. Hasan Abdulkareem), Yaser Kasim, Amjad Attwan , Ahmed Farhan (71. Muntadher Mohammed), Bashar Resan (70. Ahmad Fadhel) – Alaa Abbas (79. Ayman Hussein) Cheftrainer: Željko Petrović ( Montenegro) | Ahmed al-Rawahi – Amjad al-Harthi, Ahmed al-Khamisi, Juma al-Habsi, Ahmed al-Kaabi – Harib al-Saadi, Jameel al-Yahmadi (61. Arshad al-Alawi), Salaah al-Yahyaei, Mohsin al-Khaldi (61. Abdullah Fawaz) – Rabia al-Alawi (61. Issam al-Sabhi), Muhsen al-Ghassani (81. Khalid al-Hajri) Cheftrainer: Branko Ivanković ( Kroatien) | Oman |
| Irak                                                                       | 1:1 Abdulkareem (90.+8', Foulelfmeter) | 0:1 al-Yahyaei (78., Foulelfmeter) | Oman |
| Irak                                                                       | Kasim (50.) | al-Khamisi (13.), al-Harthi (90.+5') | Oman |
| Irak                                                                       | Kasim (68.) | | Oman |
| 1. Spieltag                                                                | | |      |
| 30. November 2021 um 16:00 Uhr (14:00 MEZ) in al-Wakra (al-Janoub Stadium) | | |      |
| Zuschauer: 1.576                                                           | | |      |
| Schiedsrichter: Said Martínez ( Honduras)                                  | | |      |
| Spielbericht                                                               | | |      |

## Katar – Bahrain 1:0 (0:0)
| Katar                                                                    | Katar | Bahrain | Bahrain |
| ------------------------------------------------------------------------ | --- | --- | ------- |
| Katar                                                                    | \| 1. Spieltag \| \| 30. November 2021 um 19:30 Uhr (17:30 MEZ) in al-Chaur (al-Bayt Stadium) \| \| Zuschauer: 47.813 \| \| Schiedsrichter: Szymon Marciniak ( Polen) \| \| Spielbericht \| | \| 1. Spieltag \| \| 30. November 2021 um 19:30 Uhr (17:30 MEZ) in al-Chaur (al-Bayt Stadium) \| \| Zuschauer: 47.813 \| \| Schiedsrichter: Szymon Marciniak ( Polen) \| \| Spielbericht \| | Bahrain |
| Katar                                                                    | Saad al-Sheeb – Bassam al-Rawi, Boualem Khoukhi, Tarek Salman (46. Hassan al-Haydos) – Ró-Ró (82. Musab Kheder), Mohammed Waad, Assim Madibo (82. Mohammed Muntari), Abdulaziz Hatem , Homam Ahmed – Akram Afif (89. Abdelkarim Hassan), Almoez Abdulla (90.+3' Ismail Mohamad) Cheftrainer: Félix Sánchez ( Spanien) | Sayed Jaffer – Sayed Redha Isa, Ahmed Bughammar, Waleed al-Hayam, Sayed Dhiya Saeed – Jasim al-Shaikh (88. Abbas al-Asfoor), Mohammed al-Hardan (78. Abdulwahab al-Malood) – Ali Madan (87. Mahdi Abduljabbar), Kamil al-Aswad, Mahdi al-Humaidan (67. Mohamed Marhoon) – Mohamed al-Romaihi (78. Ismail Abdullatif) Cheftrainer: Hélio Sousa ( Portugal) | Bahrain |
| Katar                                                                    | 1:0 Hatem (69.) | | Bahrain |
| Katar                                                                    | Ahmed (37.), Ró-Ró (43.), Madibo (53.) | al-Hayam (29.), Redha Isa (41.), Dhiya Saeed (57.) | Bahrain |
| 1. Spieltag                                                              | | |         |
| 30. November 2021 um 19:30 Uhr (17:30 MEZ) in al-Chaur (al-Bayt Stadium) | | |         |
| Zuschauer: 47.813                                                        | | |         |
| Schiedsrichter: Szymon Marciniak ( Polen)                                | | |         |
| Spielbericht                                                             | | |         |

## Bahrain – Irak 0:0
| Bahrain                                                                | Bahrain | Irak | Irak |
| ---------------------------------------------------------------------- | --- | --- | ---- |
| Bahrain                                                                | \| 2. Spieltag \| \| 3. Dezember 2021 um 13:00 Uhr (11:00 MEZ) in Doha (al-Thumama Stadium) \| \| Zuschauer: 2.576 \| \| Schiedsrichter: Janny Sikazwe ( Sambia) \| \| Spielbericht \| | \| 2. Spieltag \| \| 3. Dezember 2021 um 13:00 Uhr (11:00 MEZ) in Doha (al-Thumama Stadium) \| \| Zuschauer: 2.576 \| \| Schiedsrichter: Janny Sikazwe ( Sambia) \| \| Spielbericht \| | Irak |
| Bahrain                                                                | Sayed Jaffer – Ahmed Merza, Ahmed Bughammar (9. Sayed Baqer), Waleed al-Hayam, Rashed al-Hooti – Mahdi al-Humaidan (78. Mohamed al-Romaihi), Jasim al-Shaikh, Abbas al-Asfoor, Abdulwahab al-Malood (60. Mahdi Abduljabbar), Mohamed Marhoon (78. Ali Madan) – Ismail Abdullatif (60. Kamil al-Aswad) Cheftrainer: Hélio Sousa ( Portugal) | Fahad Talib – Sherko Gubari (66. Frans Putros), Rebin Sulaka, Manaf Younis, Hassan Raed – Sajad Jassim (46. Ahmad Fadhel), Amjad Attwan (80. Mustafa Nadhim) – Mohammed Qasim, Bashar Resan (71. Hasan Abdulkareem), Ahmed Farhan – Alaa Abbas (70. Ayman Hussein) Cheftrainer: Željko Petrović ( Montenegro) | Irak |
| Bahrain                                                                | al-Humaidan (57.), Madan (86.), Baqer (87.) | Jassim (16.), Farhan (90.+2') | Irak |
| 2. Spieltag                                                            | | |      |
| 3. Dezember 2021 um 13:00 Uhr (11:00 MEZ) in Doha (al-Thumama Stadium) | | |      |
| Zuschauer: 2.576                                                       | | |      |
| Schiedsrichter: Janny Sikazwe ( Sambia)                                | | |      |
| Spielbericht                                                           | | |      |

## Oman – Katar 1:2 (0:1)
| Oman                                                                            | Oman | Katar | Katar |
| ------------------------------------------------------------------------------- | --- | --- | ----- |
| Oman                                                                            | \| 2. Spieltag \| \| 3. Dezember 2021 um 16:00 Uhr (14:00 MEZ) in ar-Rayyan (Education City Stadium) \| \| Zuschauer: 23.254 \| \| Schiedsrichter: Wilton Sampaio ( Brasilien) \| \| Spielbericht \| | \| 2. Spieltag \| \| 3. Dezember 2021 um 16:00 Uhr (14:00 MEZ) in ar-Rayyan (Education City Stadium) \| \| Zuschauer: 23.254 \| \| Schiedsrichter: Wilton Sampaio ( Brasilien) \| \| Spielbericht \|                                                                                          | Katar |
| Oman                                                                            | Ibrahim al-Mukhaini – Amjad al-Harthi, Ahmed al-Khamisi, Juma al-Habsi, Ahmed al-Kaabi – Arshad al-Alawi, Harib al-Saadi , Abdullah Fawaz (87. Jameel al-Yahmadi), Salaah al-Yahyaei (87. Fahmi Durbin) – Mohammed al-Ghafri (46. Khalid al-Hajri), Issam al-Sabhi (57. Muhsen al-Ghassani) Cheftrainer: Branko Ivanković ( Kroatien) | Saad al-Sheeb – Ró-Ró (38. Musab Kheder), Bassam al-Rawi, Boualem Khoukhi, Abdelkarim Hassan, Homam Ahmed – Hassan al-Haydos (78. Mohammed Waad), Karim Boudiaf (46. Assim Madibo), Abdulaziz Hatem (90. Mohammed Muntari) – Almoez Abdulla, Akram Afif Cheftrainer: Félix Sánchez ( Spanien) | Katar |
| Oman                                                                            | 1:1 al-Hajri (74.) | 0:1 Afif (32., Foulelfmeter) 1:2 Durbin (90.+7', Eigentor) | Katar |
| 2. Spieltag                                                                     | | |       |
| 3. Dezember 2021 um 16:00 Uhr (14:00 MEZ) in ar-Rayyan (Education City Stadium) | | |       |
| Zuschauer: 23.254                                                               | | |       |
| Schiedsrichter: Wilton Sampaio ( Brasilien)                                     | | |       |
| Spielbericht                                                                    | | |       |

## Oman – Bahrain 3:0 (1:0)
| Oman                                                                           | Oman | Bahrain | Bahrain |
| ------------------------------------------------------------------------------ | --- | --- | ------- |
| Oman                                                                           | \| 3. Spieltag \| \| 6. Dezember 2021 um 22:00 Uhr (20:00 MEZ) in ar-Rayyan (Ahmed bin Ali Stadium) \| \| Zuschauer: 2.477 \| \| Schiedsrichter: Ryūji Satō ( Japan) \| \| Spielbericht \| | \| 3. Spieltag \| \| 6. Dezember 2021 um 22:00 Uhr (20:00 MEZ) in ar-Rayyan (Ahmed bin Ali Stadium) \| \| Zuschauer: 2.477 \| \| Schiedsrichter: Ryūji Satō ( Japan) \| \| Spielbericht \| | Bahrain |
| Oman                                                                           | Ibrahim al-Mukhaini – Amjad al-Harthi (78. Mahmood al-Mushaifri), Ahmed al-Khamisi, Juma al-Habsi, Ahmed al-Kaabi – Abdullah Fawaz (78. Jameel al-Yahmadi), Salaah al-Yahyaei (89. Mohsin al-Khaldi), Harib al-Saadi , Arshad al-Alawi – Khalid al-Hajri (73. Issam al-Sabhi), Rabia al-Alawi (73. Mataz Saleh) Cheftrainer: Branko Ivanković ( Kroatien) | Sayed Jaffer – Sayed Redha Isa, Sayed Baqer, Waleed al-Hayam, Sayed Dhiya Saeed – Kamil al-Aswad (81. Abdulwahab al-Malood), Abbas al-Asfoor (46. Jasim al-Shaikh), Mohammed al-Hardan (56. Jasim Khelaif) – Ali Madan (55. Mahdi al-Humaidan), Mohamed al-Romaihi (75. Mahdi Abduljabbar), Mohamed Marhoon Cheftrainer: Hélio Sousa ( Portugal) | Bahrain |
| Oman                                                                           | 1:0 R. al-Alawi (41.) 2:0 A. al-Alawi (50.) 3:0 al-Hajri (59.) | | Bahrain |
| Oman                                                                           | al-Harthi (34.) | | Bahrain |
| 3. Spieltag                                                                    | | |         |
| 6. Dezember 2021 um 22:00 Uhr (20:00 MEZ) in ar-Rayyan (Ahmed bin Ali Stadium) | | |         |
| Zuschauer: 2.477                                                               | | |         |
| Schiedsrichter: Ryūji Satō ( Japan)                                            | | |         |
| Spielbericht                                                                   | | |         |

## Katar – Irak 3:0 (0:0)
| Katar                                                                   | Katar | Irak | Irak |
| ----------------------------------------------------------------------- | --- | --- | ---- |
| Katar                                                                   | \| 3. Spieltag \| \| 6. Dezember 2021 um 22:00 Uhr (20:00 MEZ) in al-Chaur (al-Bayt Stadium) \| \| Zuschauer: 23.008 \| \| Schiedsrichter: Bakary Gassama ( Gambia) \| \| Spielbericht \| | \| 3. Spieltag \| \| 6. Dezember 2021 um 22:00 Uhr (20:00 MEZ) in al-Chaur (al-Bayt Stadium) \| \| Zuschauer: 23.008 \| \| Schiedsrichter: Bakary Gassama ( Gambia) \| \| Spielbericht \| | Irak |
| Katar                                                                   | Yousef Hassan – Tarek Salman, Bassam al-Rawi (60. Boualem Khoukhi), Mohammed Waad – Ismail Mohamad, Abdullah al-Ahrak (83. Akram Afif), Abdulaziz Hatem , Ali Assadalla (69. Almoez Abdulla), Musab Kheder – Ahmed Alaaeldin (60. Khalid Mazeed), Mohammed Muntari (69. Hassan al-Haydos) Cheftrainer: Félix Sánchez ( Spanien) | Fahad Talib – Sherko Gubari, Rebin Sulaka, Manaf Younis, Hassan Raed – Hasan Abdulkareem (63. Muntadher Mohammed), Yaser Kasim, Mohammed Qasim, Mustafa Nadhim (75. Ahmad Fadhel), Bashar Resan (51. Ali Yousif) – Alaa Abbas (76. Ayman Hussein) Cheftrainer: Željko Petrović ( Montenegro) | Irak |
| Katar                                                                   | 1:0 Abdulla (82.) 2:0 Afif (84.) 3:0 al-Haydos (90.+3') | | Irak |
| 3. Spieltag                                                             | | |      |
| 6. Dezember 2021 um 22:00 Uhr (20:00 MEZ) in al-Chaur (al-Bayt Stadium) | | |      |
| Zuschauer: 23.008                                                       | | |      |
| Schiedsrichter: Bakary Gassama ( Gambia)                                | | |      |
| Spielbericht                                                            | | |      |